# Underbar och älskad av alla
Underbar och älskad av alla är en svensk komedifilm från 2007 i regi av Hannes Holm. Filmen baseras på Martina Haags roman Underbar och älskad av alla (och på jobbet går det också jättebra).

## Handling
Singeltjejen Isabella har fyllt 30 år och medan hennes kompisar har tjusiga karriärer, gifter sig och skaffar barn verkar hennes liv stå och stampa på samma ställe. Hon är frilansskådis och för att få ett jobb ljuger hon lite i sitt CV att hon kan akrobatik. En liten lögn blir snart en stor lögn men Isabella får plötsligt chansen till ett stort genombrott.

## Om filmen
Inspelningen ägde rum hösten 2006–våren 2007. Den hade svensk premiär den 24 augusti 2007. 

## Recensioner och mottagande
Vid premiären fick den ganska bra kritik i Stockholms dagstidningar. I Dagens Nyheter ansåg Helena Lindblad att filmen var en "träffsäker romantisk komedi". I Svenska Dagbladet ansåg Karoline Eriksson att det var de små, komiska detaljerna som var bäst och att Chatarina Larsson var särskilt bra i rollen som Isabellas mamma.
Filmen fick dock nedgörande kritik av till exempel Måns Hirschfeldt i Sveriges Radios Kulturnytt i P1; han retade bland annat upp sig på Martina Haags "prilliga frisyr" och på alltför utdragna scener, vilka han tyckte pågick alltför långt efter att den komiska poängen uppnåtts. Även Emma Engström på Göteborgs-Posten var mindre imponerad och gav filmen två "fyrar" i betyg.

## Medverkande
- Martina Haag - Isabella Eklöf
- Nikolaj Coster-Waldau - Micke
- Ellen Mattsson - Kajsa
- Katrin Sundberg - Liselotte
- Per Sandberg - Vesa Saarinen
- Jan Mybrand - Boström
- Ingrid Luterkort - Mormor
- Daniella Dahmén - Tove
- Hanna Ekman - Josefine
- Stig Engström - Rolf
- Chatarina Larsson - Mamma
- Jonas Malmsjö - Pelle
- Mikael Persbrandt - Som sig själv
- Bengt Krantz - Skådespelare
- Kari Hamfors Wernolf - Skådespelerska